# Såner Station
Såner Station (Såner stasjon) var en jernbanestation, der lå i landsbyen Såner i Vestby kommune på Østfoldbanens vestre linje i Norge.
Stationen åbnede sammen med banen 2. januar 1879 under navnet Soner men skiftede navn til Saaner i april 1894 og til Såner i april 1921. 15. maj 1893 blev det besluttet at anskaffe et morseapparat til stationen. 23. januar 1900 blev det besluttet at installere centralt betjente sporskifter og signaler for at få erfaring med dette. Stationen blev fjernstyret 8. december 1972 og gjort ubemandet 1. januar 1973. Den blev nedlagt 21. juni 1996, da banen blev omlagt mellem Rustad og Kambo.
Bygningerne på Såner Station var tegnet af Peter Andreas Blix i schweizerstil.  Hovedbygningen blev opført i to etager med tilhørende kælder med et samlet areal på 180 m². I 2003 blev stationen med hovedbygningen købt af en familie for 1,3 mio. NOK.